# Disa (växter)
Disa är ett släkte av orkidéer. Disa ingår i familjen orkidéer.

## Bildgalleri

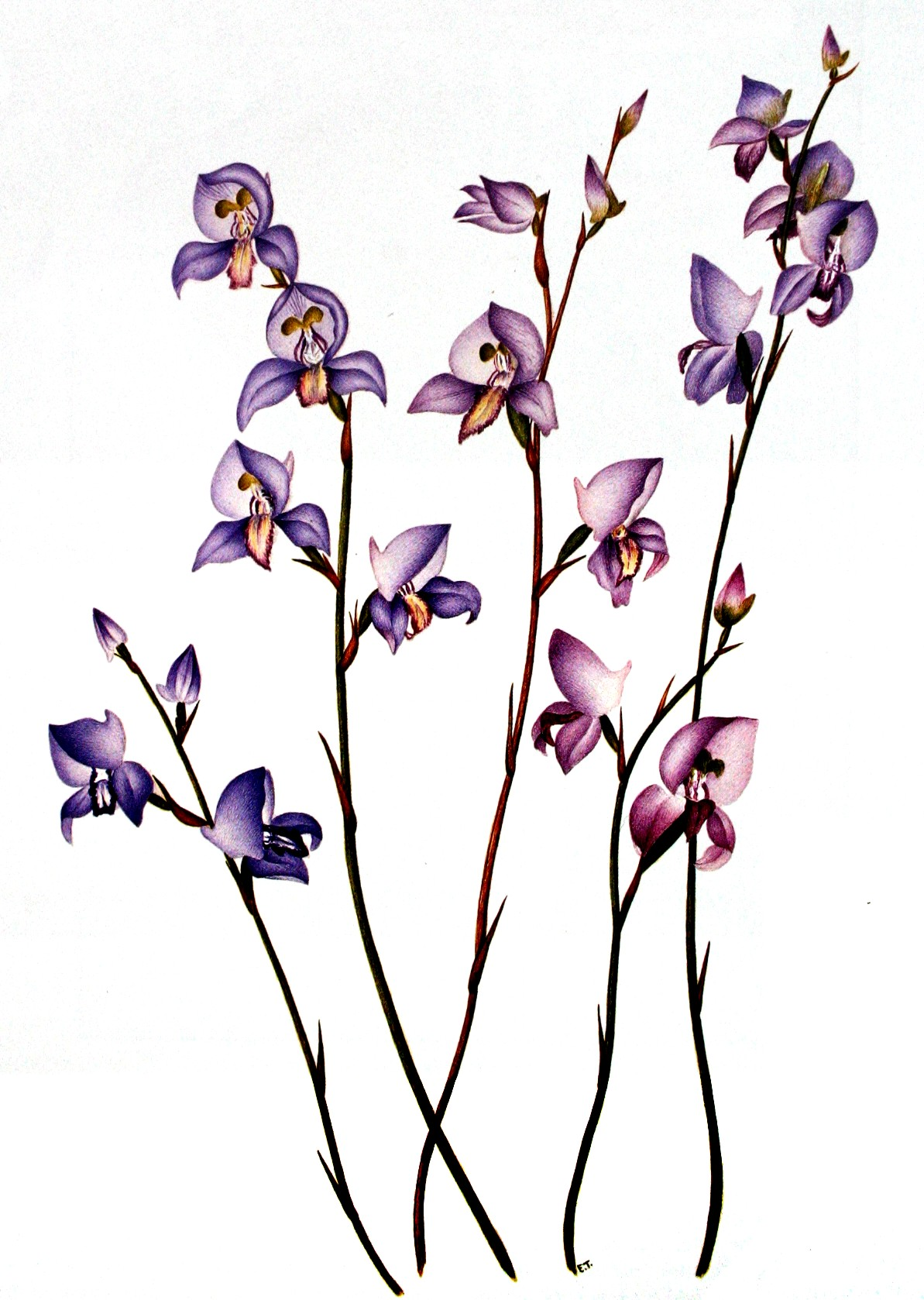
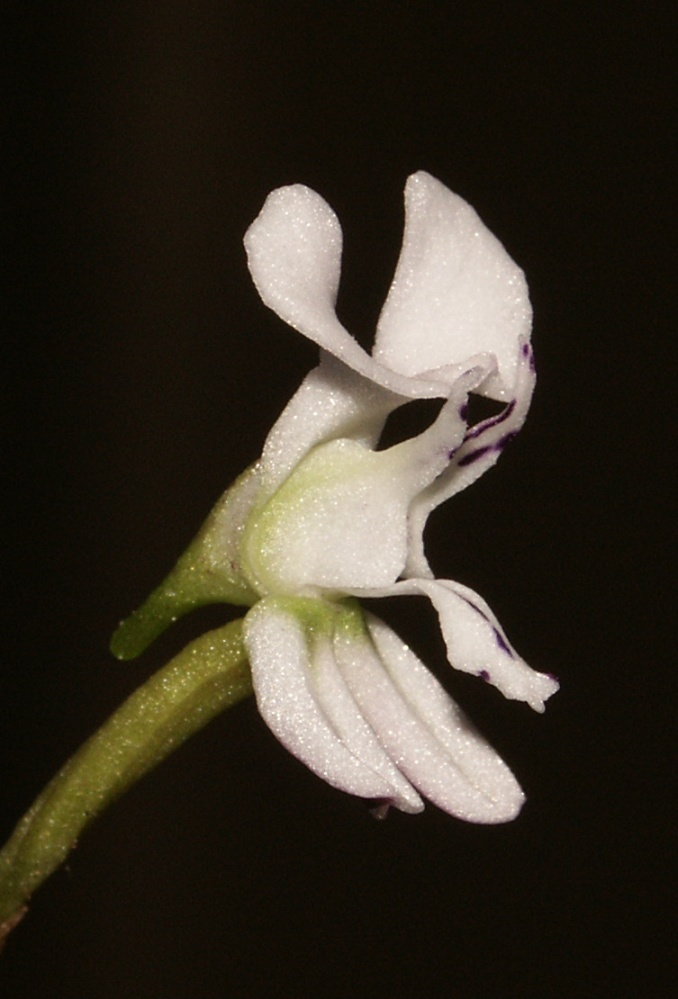
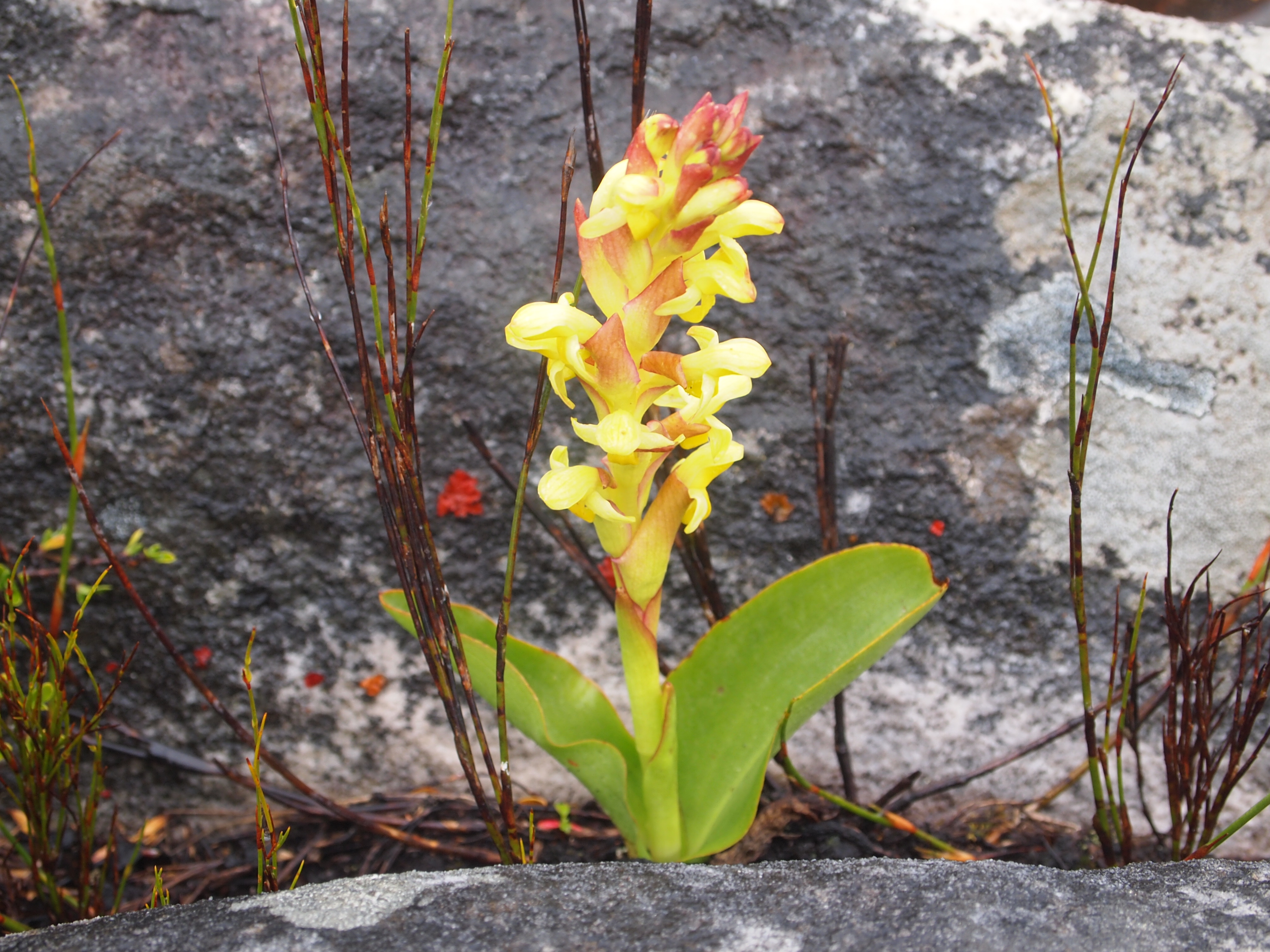
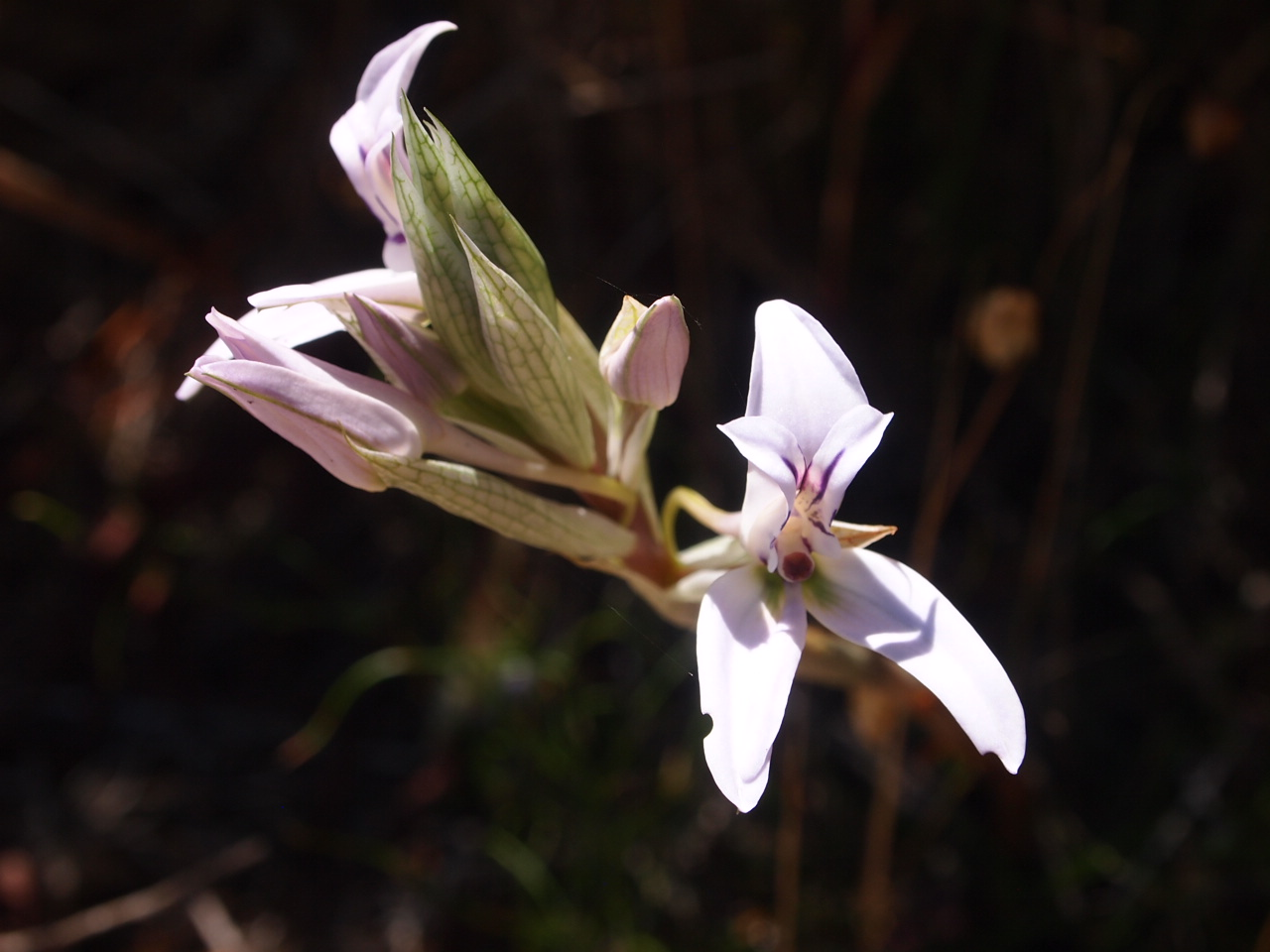
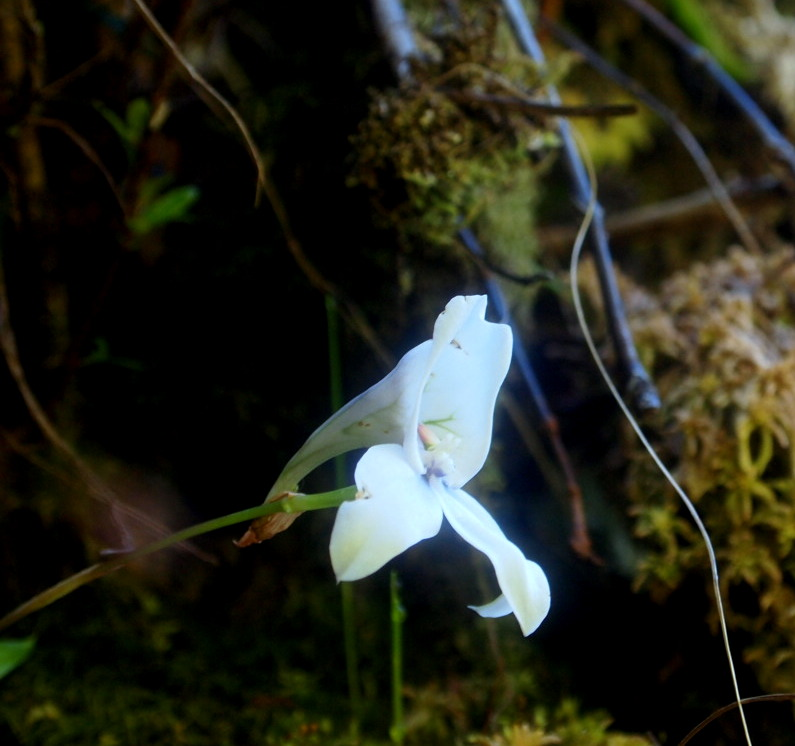
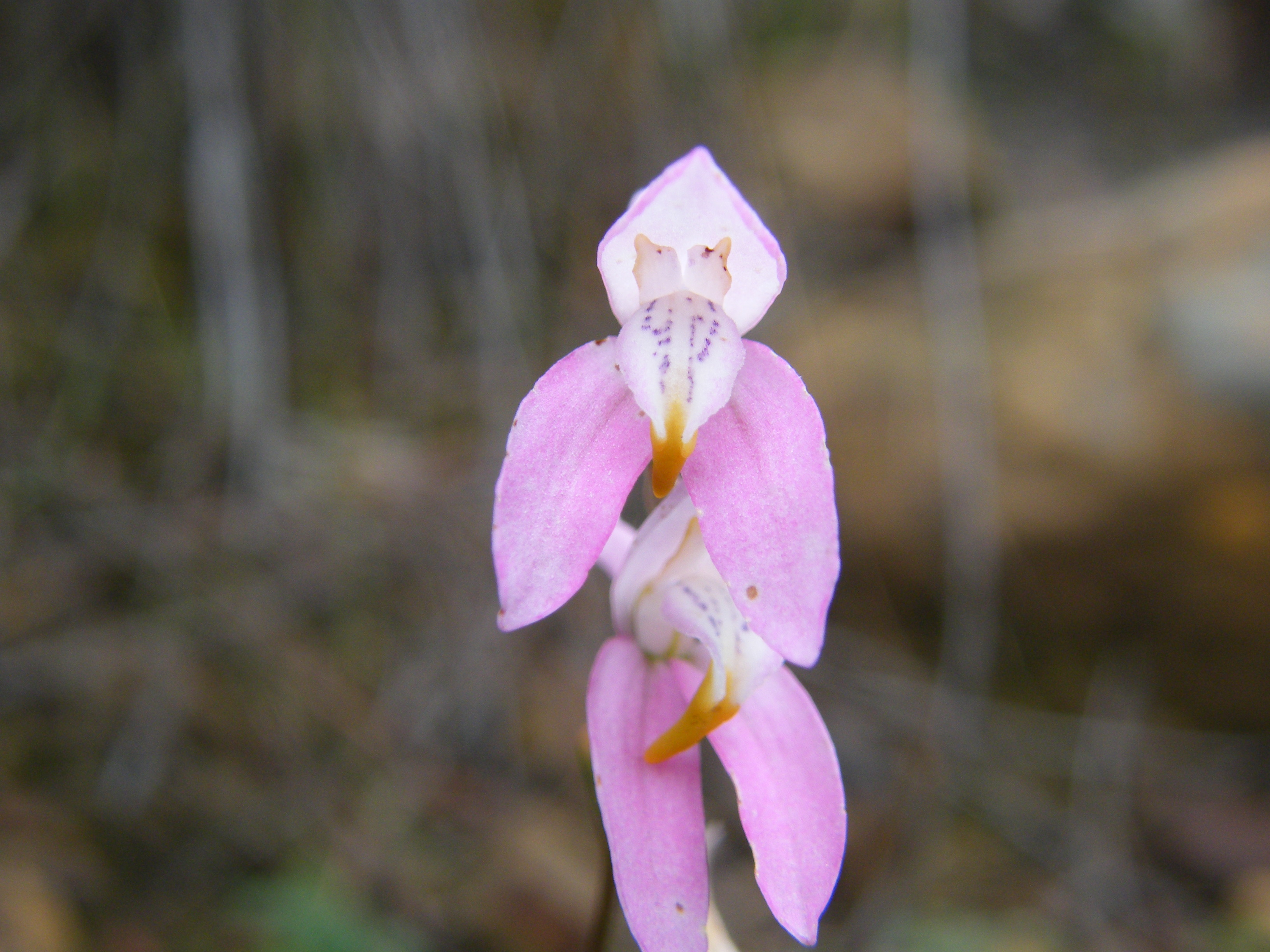

## Dottertaxa tillDisa, i alfabetisk ordning[1]
- Disa aconitoides
- Disa aequiloba
- Disa alinae
- Disa alticola
- Disa amoena
- Disa andringitrana
- Disa aperta
- Disa arida
- Disa aristata
- Disa atricapilla
- Disa atrorubens
- Disa aurata
- Disa barbata
- Disa basutorum
- Disa baurii
- Disa begleyi
- Disa bifida
- Disa biflora
- Disa bivalvata
- Disa bodkinii
- Disa bolusiana
- Disa borbonica
- Disa brachyceras
- Disa bracteata
- Disa brendae
- Disa brevicornis
- Disa brevipetala
- Disa buchenaviana
- Disa caffra
- Disa cardinalis
- Disa caulescens
- Disa cedarbergensis
- Disa celata
- Disa cephalotes
- Disa cernua
- Disa chimanimaniensis
- Disa chrysostachya
- Disa clavicornis
- Disa cochlearis
- Disa comosa
- Disa conferta
- Disa cooperi
- Disa cornuta
- Disa crassicornis
- Disa cryptantha
- Disa cylindrica
- Disa danielae
- Disa densiflora
- Disa dichroa
- Disa dracomontana
- Disa draconis
- Disa ecalcarata
- Disa elegans
- Disa eminii
- Disa engleriana
- Disa equestris
- Disa erubescens
- Disa esterhuyseniae
- Disa extinctoria
- Disa facula
- Disa fasciata
- Disa ferruginea
- Disa filicornis
- Disa flexuosa
- Disa forcipata
- Disa forficaria
- Disa fragrans
- Disa galpinii
- Disa gladioliflora
- Disa glandulosa
- Disa graminifolia
- Disa hallackii
- Disa harveyana
- Disa hians
- Disa hircicornis
- Disa incarnata
- Disa inflexa
- Disa intermedia
- Disa introrsa
- Disa karooica
- Disa katangensis
- Disa linderiana
- Disa lineata
- Disa lisowskii
- Disa longicornu
- Disa longifolia
- Disa longilabris
- Disa longipetala
- Disa lugens
- Disa macrostachya
- Disa maculata
- Disa maculomarronina
- Disa marlothii
- Disa micropetala
- Disa miniata
- Disa minor
- Disa montana
- Disa multifida
- Disa neglecta
- Disa nervosa
- Disa newdigateae
- Disa nigerica
- Disa nivea
- Disa nubigena
- Disa nuwebergensis
- Disa nyikensis
- Disa obliqua
- Disa obtusa
- Disa ocellata
- Disa ochrostachya
- Disa oligantha
- Disa ophrydea
- Disa oreophila
- Disa ornithantha
- Disa ovalifolia
- Disa paludicola
- Disa patula
- Disa perplexa
- Disa physodes
- Disa pillansii
- Disa polygonoides
- Disa porrecta
- Disa praecox
- Disa procera
- Disa pulchella
- Disa pulchra
- Disa purpurascens
- Disa pygmaea
- Disa racemosa
- Disa remota
- Disa renziana
- Disa reticulata
- Disa rhodantha
- Disa richardiana
- Disa robusta
- Disa roeperocharoides
- Disa rosea
- Disa rufescens
- Disa rungweensis
- Disa sabulosa
- Disa sagittalis
- Disa salteri
- Disa sanguinea
- Disa sankeyi
- Disa satyriopsis
- Disa saxicola
- Disa schizodioides
- Disa schlechteriana
- Disa scullyi
- Disa scutellifera
- Disa similis
- Disa spathulata
- Disa stachyoides
- Disa stairsii
- Disa stricta
- Disa subtenuicornis
- Disa telipogonis
- Disa tenella
- Disa tenuicornis
- Disa tenuifolia
- Disa tenuis
- Disa thodei
- Disa triloba
- Disa tripetaloides
- Disa tysonii
- Disa ukingensis
- Disa uncinata
- Disa uniflora
- Disa vaginata
- Disa walleri
- Disa walteri
- Disa vasselotii
- Disa welwitschii
- Disa venosa
- Disa venusta
- Disa verdickii
- Disa versicolor
- Disa vigilans
- Disa virginalis
- Disa vogelpoelii
- Disa woodii
- Disa zimbabweensis
- Disa zombica
- Disa zuluensis